# Eudorylas platyapodemalis
Eudorylas platyapodemalis är en tvåvingeart som beskrevs av José Albertino Rafael 2004. Eudorylas platyapodemalis ingår i släktet Eudorylas och familjen ögonflugor.
Artens utbredningsområde är Nicaragua. Inga underarter finns listade i Catalogue of Life.